# Samara oblast
Samara oblast (russisk: Сама́рская о́бласть, tr. Samárskaja óblast) er en af 46 oblaster i Den Russiske Føderation. Oblasten har et areal på 53.565 km² og 3.112.566 (2025) indbyggere. Det administrative center i oblasten ligger i byen Samara med 1.154.223 (2025) indbyggere. Andre større og vigtige byer er Toljatti med 662.683 (2025) indbyggere, Syzran med 159.587 (2025) indbyggere, Novokujbysjevsk, Tjapajevsk, Zjiguljovsk og Otradnyj.
Oblasten ligger ved Volga i den sydøstlige del af den europæiske del af Rusland. Området strækker sig fra nord til syd over 335 km og fra vest til øst - 315 km.